# Lee Pace
Lee Grinner Pace (Chickasha, 25 maart 1979) is een Amerikaans acteur. Hij werd voor zijn rollen in de serie Pushing Daisies en de televisiefilm Soldier's Girl genomineerd voor bij elkaar twee Golden Globes, een Emmy Award (voor Pushing Daisies), drie Satellite Awards, een Independent Spirit Award (voor Soldier's Girl) en een Saturn Award (voor Pushing Daisies). In mei 2011 werd bekend dat hij elfenkoning Thranduil ging spelen in de The Hobbit, een film-drieluik dat voorafgaat aan het verhaal van The Lord of the Rings. Pace was in het eerste deel van The Hobbit (An Unexpected Journey) kort in de proloog van de film te zien. In The Hobbit: The Desolation of Smaug  en The Hobbit: The Battle of the Five Armies is zijn aandeel prominenter.

## Filmografie
- Bodies Bodies Bodies (2022)
- Captain Marvel (2019)
- Guardians of the Galaxy (2014)
- The Hobbit: The Battle of the Five Armies (2014)
- The Hobbit: The Desolation of Smaug (2013)
- The Hobbit: An Unexpected Journey (2012)
- The Twilight Saga: Breaking Dawn Part 2 (2012)
- Lincoln (2012)
- 30 beats (2012)
- The Miraculous Year (2011, televisiefilm)
- The Resident (2011)
- Ceremony (2010)
- Marmaduke (2010)
- When in Rome (2010)
- A Single Man (2009)
- Possession (2009)
- Miss Pettigrew Lives for a Day (2008)
- The Good Shepherd (2006)
- The Fall (2006)
- Infamous (2006)
- The White Countess (2005)
- Soldier's Girl (2003, televisiefilm)

## Televisieseries
*Exclusief eenmalige gastrollen
- Halt and Catch Fire - Joe MacMillan (2014–2017, 40 afleveringen)
- Pushing Daisies - Ned (2007–2009, 22 afleveringen)
- Wonderfalls - Aaron Tyler (2004, 13 afleveringen)
- Foundation (televisieserie) - Emperor Cleon (2021-2023, seizoen 1 en 2)

- Bibsys: 9065815
- Biblioteca Nacional de España: XX4802905
- Bibliothèque nationale de France: cb16157807h (data)
- Gemeinsame Normdatei: 135513278
- International Standard Name Identifier: 0000 0001 1567 4428
- Library of Congress Control Number: n2007087151
- Nationale Bibliotheek van Tsjechië: xx0182058
- Nationale Bibliotheek van Israël: 987007350167705171
- Nationale en Universitaire bibliotheek Zagreb: 000503291
- Nederlandse Thesaurus van Auteursnamen: 321336518
- Système universitaire de documentation: 167253921
- Virtual International Authority File: 38833476
- WorldCat: E39PBJg4jFGqtyt6WrxvKrhWDq